# Teodor Bogdan Lubieniecki

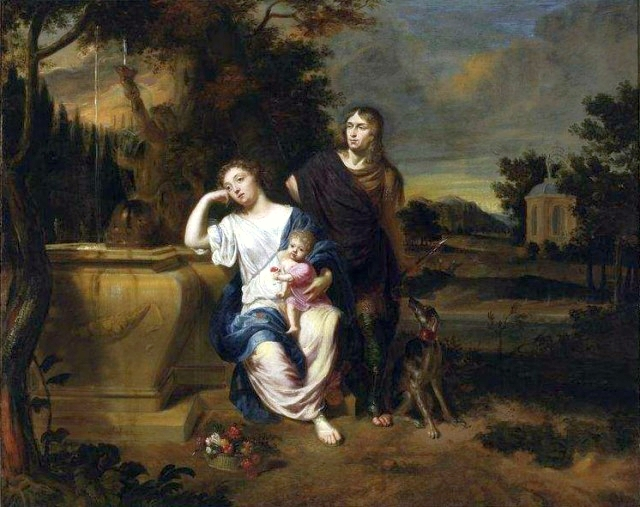
Porträt einer Familie, 1680, Nationalmuseum Warschau

Teodor Bogdan Lubieniecki (* um 1654 in Czarkowy bei Nowy Korczyn, Polen-Litauen; † 1716, Nowy Korczyn, Polen-Litauen) war ein polnischer Barockmaler und Kupferstecher, der insbesondere in Berlin wirkte.

## Leben
Lubieniecki wurde als Sohn des Theologen Stanisław Lubieniecki geboren. Sein Bruder war der Barockmaler Krzysztof Lubieniecki. Die Familie Lubieniecki gehörte der arianischen Glaubensrichtung der Polnischen Brüder an. 1662 zog die Familie nach Hamburg. 1675 siedelte er nach Amsterdam über, um bei Gerard de Lairesse Malerei zu studieren. In Amsterdam wirkte er in der Gemeinde der Remonstranten. 1678 heiratete er Agnieszka Wiszowata, die Tochter von Andrzej Wiszowaty, der ebenfalls zu den Polnischen Brüdern gehörte. Lubieniecki besuchte zahlreiche Länder Westeuropas, unter anderem Italien, und war zeitweise Soldat. Ab 1696 wohnte er in Berlin. 1702 wurde er Hofmaler von König Friedrich I. In Berlin wurde er Mitglied der Preußischen Akademie der Künste, deren Vorsitzender er von 1702 bis 1704 war. 1706 kehrte er nach Polen-Litauen zurück und ließ sich in der Nähe von Tarnów nieder.